# Bormannschacht
Der Bormannschacht war eine Steinkohlengrube der Freiherrlich von Burgker Steinkohlen- und Eisenhüttenwerke. Der Schacht lag im zentralen Teil der Steinkohlenlagerstätte des Döhlener Beckens auf Großburgker Flur.

## Geschichte
Carl Gottlieb Dathe, der Besitzer des Rittergutes Burgk und der Kohlenrechte begann 1812 mit dem Teufen des Schachtes. Der bei 242 m ü. NN angesetzte Schacht erreichte eine Teufe von 102,70 Metern. Ab 97,70 Meter wurde das 1. Flöz mit einer Mächtigkeit von 5,00 Metern durchteuft. Im Revier des Schachtes wurden im 1. Flöz Mächtigkeiten bis 9 Meter angetroffen.
170 Meter nordöstlich des Schachtes setzt der nördliche Zweig der Beckerschachtverwerfung mit einer Sprunghöhe von 14 Metern von Südost nach Nordwest durch das Grubenfeld.
Zur Entwässerung des Grubenfeldes diente ein Stollnflügel des Burgker Weißeritzstollns. Sein Mundloch befindet sich am rechten Ufer der Weißeritz.
Als Fahrung für die Mannschaft diente eine Seitenstrecke der Tagesstrecke Oberes Revier in Burgk. Damit sparte man sich den Einbau einer Fahrkunst im Schacht. Das Mundloch lag in einer Entfernung von ca. 180 Metern. Anschluss hatte das Füllort in einer Teufe von 102,70 Meter. Im Jahr 1846 wurde der Abbau nach der Förderung von 107.701 t Steinkohle infolge Erschöpfung der Vorräte eingestellt und der Schacht abgeworfen.
1961 wurde der Bormannschacht durch die Bergsicherung verwahrt.